# Oscar (Fußballspieler, 1991)
Oscar, mit vollem Namen Oscar dos Santos Emboaba Júnior (* 9. September 1991 in Santa Bárbara d’Oeste), ist ein brasilianischer Fußballspieler, der ab Januar 2025 beim FC São Paulo unter Vertrag steht.

## Karriere

### Verein
Oscar wurde in Santa Bárbara d’Oeste im Bundesstaat São Paulo geboren. In seiner Jugend spielte Oscar bei Uniao Barbarense und zuletzt beim FC São Paulo. Seit 2008 lief er für die Profimannschaft des Erstligisten aus São Paulo auf. In zwei Jahren kam er nur selten zum Einsatz und wechselte 2010 zum Ligarivalen SC Internacional nach Porto Alegre. Am 21. Juni 2012 kehrte er zum FC São Paulo zurück. Ein brasilianisches Arbeitsgericht erklärte die Auflösung des Vertrages mit dem Verein für nichtig; der Vertrag mit Sao Paulo bestehe bis 2013. Man einigte sich später auf eine Ablösesumme von rund sechs Millionen Euro, sodass Oscar weiterhin für den SC Internacional auflaufen konnte. Es war der bis dahin höchste Betrag, der innerhalb der brasilianischen Liga gezahlt wurde.
Einen Monat später wechselte Oscar allerdings zum englischen Erstligisten FC Chelsea. Nach wenigen Spieltagen erspielte sich Oscar in der Premier League einen Stammplatz und steuerte in seiner ersten Saison neben vier Toren sieben Torvorlagen bei. In der Champions League konnte er trotz fünf Toren in sechs Spielen das Ausscheiden des FC Chelsea in der Vorrunde nicht verhindern. Bei den Spielen in der Europa League war Oscar oft nur Einwechselspieler. Beim Finalsieg gegen Benfica Lissabon stand er jedoch die volle Spielzeit auf dem Platz.
In seiner zweiten Saison beim FC Chelsea spielte Oscar eine gute Hinrunde in der Premier League, konnte diese Leistungen jedoch in der Rückrunde nicht bestätigen. Dennoch gelang es ihm seine Torausbeute im Vergleich zum Vorjahr zu steigern und er erzielte acht Tore bei fünf Torvorlagen. Wie im Vorjahr beendete Chelsea die Saison als drittbeste Mannschaft der englischen Liga. In der Champions League lief es für Oscars Verein in dieser Spielzeit deutlich besser, woran der Brasilianer mit fünf Vorbereitungen bis zum Viertelfinale seinen Anteil hatte. In den Halbfinalspielen gegen Atlético Madrid wurde Oscar jedoch wegen anhaltenden Hüftbeschwerden nicht eingesetzt und musste zusehen wie sein Team aus dem Wettbewerb ausschied.
Im November 2014 verlängerte Oscar seinen Vertrag bis zum 30. Juni 2019.
Zum 1. Januar 2017 wechselte Oscar für rund 71 Mio. Euro in die Chinese Super League zu Shanghai SIPG. In seinem ersten Jahr feierte er mit Shanghai die Vizemeisterschaft. 2018, 2023 und 2024 wurde er mit Shanghai chinesischer Meister. 2019 gewann der den Supercup, 2024 den chinesischen Pokal.
Im Januar 2025 wechselt er zurück zum FC São Paulo.

### Nationalmannschaft

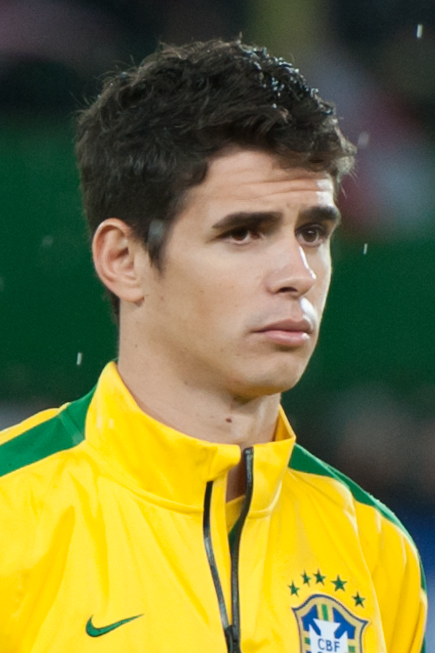
Oscar bei der brasilianischen Nationalmannschaft (2014)

Die U-20-Fußball-Weltmeisterschaft 2011 gewann er mit dem brasilianischen Team. Im Finale gegen die portugiesische Mannschaft erzielte Oscar alle drei Tore beim 3:2 nach Verlängerung. Das war in einem Finale in diesem Wettbewerb zuvor noch niemandem gelungen.
Nach guten Leistungen bei der U-20-WM und im Verein wurde Oscar von Mano Menezes für den Kader der Brasilianischen A-Nationalmannschaft berufen. Am 15. September 2011 gab er im  Spiel gegen Argentinien sein Debüt. 2012 nahm er mit der Olympiamannschaft an den Olympischen Spielen in London teil, bei denen Brasilien zum ersten Mal die Goldmedaille gewinnen wollte. Im Finale musste sich Brasilien aber mit 1:2 der mexikanischen Mannschaft geschlagen geben. Oscar kam in allen sechs Spielen zum Einsatz und erzielte beim 3:1 gegen Belarus das letzte Tor.
2013 gewann Oscar mit der brasilianischen Nationalmannschaft den Konföderationen-Pokal. Er stand dabei in allen Spielen in der Startelf und bereitete im Finale das 2:0 durch Neymar vor. Bei der Weltmeisterschaft 2014 in Brasilien stand Oscar ebenfalls in allen sieben Partien in der Anfangsformation. Im Eröffnungsspiel gelang ihm der Treffer zum Endstand beim 3:1 gegen Kroatien. Im Halbfinalspiel gegen die deutsche Auswahl erzielte er das Tor zum 1:7. Nach einer weiteren Niederlage mit 0:3 gegen die Niederlande im Spiel um Platz 3 erreichte die Seleção den vierten Platz der Weltmeisterschaft 2014.
Nachdem Oscar drei Jahre lang in China gespielt hatte, zeigte er sich offen auch für die chinesische Fußballnationalmannschaft zu spielen. Da Oscar jedoch bereits 48 Mal für Brasilien auflief, gilt es als unwahrscheinlich, dass die FIFA ihm eine derartige Sondererlaubnis erteilen würde.

## Erfolge

### Verein
SC Internacional
- Recopa Sudamericana-Sieger: 2011
- Staatsmeister von Rio Grande do Sul: 2011, 2012
- Copa Libertadores: 2010

FC Chelsea
- Europa-League-Sieger: 2013
- Englischer Ligapokal: 2015
- Englischer Meister: 2015, 2017

Shanghai Port FC
- Chinesischer Meister: 2018, 2023, 2024
- Chinesischer Vizemeister: 2017, 2021
- Chinesischer Pokalsieger: 2024
- Chinesischer Supercupsieger: 2019

### Nationalmannschaft
- Weltmeisterschafts-Vierter: 2014
- FIFA-Konföderationen-Pokal: 2013
- Olympisches Fußballturnier: Silbermedaille 2012
- U-20-Fußball-Weltmeister: 2011
- U-20-Fußball-Südamerikameister: 2011

### Auszeichnungen
- Berufung in das All-Star-Team der Fußball-Weltmeisterschaft 2014